# 2024年南京雨花台区住宅楼火灾
2024年2月23日凌晨4时39分，中華人民共和國江蘇省南京市雨花台区西善桥街道明义社区明尚西苑6栋2單元發生高樓火災，造成15人死亡，44人在院治疗。

## 背景
2019年，明尚西苑發生過一次火災。同年起該小區禁止将电动自行车停放在楼道内，此後許多人將電瓶車停放到该小区原本用于健身和停放自行车的架空层（一楼单元门旁的廊道），而停放电动车的架空层里只有几只灭火器，没有消防栓和烟感报警器。
2020年，疑似明尚西苑2棟住戶表示，由於建築的架空層电动自行车的充電位置不夠，不少電瓶車又依然在建築內充電。該住戶表示已多次向街道與物業反映，但均未有應對措施。

### 事發地點
火災發生地點所在的明尚西苑为建於2010年前后的安置房。而明尚西苑6棟，共有34層、分為2個單元。發生火災的是第2單元，共有256戶、住戶762人。

## 火災
2024年2月23日4時39分，南京市消防救援支隊指揮中心接到火災警報，隨後調集8個消防救援站、25輛消防車、130名指戰員到場處置。消防救援人員成立20個內攻搜救小組，將起火建築分成上中下3個作戰區域，累計搜救起火建築5輪次。同時又成立12個滅火小組，先後動用18支水槍近距離滅火。凌晨4時50分，南京市急救中心派出9輛救護車趕赴現場，將傷者送至3間醫院。6時許明火被撲滅，14時許現場搜救工作結束。此次火災造成15人死亡，44名在院治療，其中1人危重，1人重症。

## 原因
南京市消防救援支队队长表示，經過初步分析，明尚西苑6栋建筑地面架空层的电动自行车存放处起火，引发此次火災。进一步调查表明，起火的原因是违规改装的超标锂电池的热失控起火。
江蘇省消防救援總隊高級工程師周廣連分析，由於架空層直接連接天井形成「煙囪效應」，令火勢迅速向上蔓延；部分業主在天井堆放的雜物被點燃，引發室內火災；建築內部的常閉式防火門未能有效阻隔濃煙蔓延，使火和濃煙通過架空層直接進入樓梯間。
调查组認定，火灾原因为小区某住户停放在6号楼2单元东侧架空层的电动自行车锂离子电池热失控起火，引燃周边电动自行车和住户天井内堆放的可燃物，燃烧产生的火焰和高温有毒有害烟气通過煙囪效應快速突破天井内部分住户外窗至室内，导致火势扩大蔓延。

## 反應
2月23日，中共南京市委、南京市政府成立火灾处置应急指挥部。下午，南京市安委会（扩大）会议召開，对事故处置善后和安全隐患排查整治进行部署。南京市安委会表示要對全市1.5万余幢高层建筑、238家大型商贸场所、12.1万余家小型经营场所以及多业态混合生产经营场所、住宅小区、保障房片区、城中村等人员密集场所进行拉网式排查。
江苏省委书记信长星、省长许昆林前往医院看望受伤人员，516名群众被安置到5家宾馆。江苏省成立调查组，调查火灾原因和责任。
受南京火災影響，2月24日，上海市物业管理事务中心決定從即日起至3月31日，上海全市开展“2024年一季度住宅小区消防安全管理专项检查”。
2月26日，应急管理部表示深刻吸取近期火灾事故教训，集中治理电动车进楼入户等问题。
涉事电动自行车车主、生产销售锂离子电池个体经营者、南京某物业管理公司项目部负责人等10人被公安机关采取刑事强制措施。涉事电动自行车生产销售、物业服务等7家企业，由政府相关部门处理。一些地方党委政府及有关部门的公职人员被问责。